# Dieciocho de Julio
Ne doit pas être confondu avec Dieciocho de Julio (San José).
Dieciocho de Julio est une ville de l'Uruguay située dans le département de Rocha. Sa population est de 1 191 habitants.

## Histoire
La ville a été fondée en 1903 avec le nom de « San Miguel ».

## Population
| Année | Population |
| ----- | ---------- |
| 1963  | 747        |
| 1975  | 743        |
| 1985  | 872        |
| 1996  | 1 139      |
| 2004  | 1 191      |

,